# 崙子頂 (嘉義縣太保市)
崙子頂，原寫為崙仔頂，是臺灣嘉義縣太保市的一個傳統地域名稱，位於該市西南半葉的中部略偏西南。相較於今日行政區，其範圍大致包括崙頂里不含東北部及西部凸出部分、安仁里東部中段、春珠里西北部邊界地帶。
本地區東部位於「高速鐵路嘉義車站特定區」境內。

## 歷史
台灣日治初期，崙子頂地區為一街庄（舊制街庄），稱為「崙仔頂庄」，隸屬於大槺榔東下堡。該庄昔日北與東勢藔庄為鄰，東北與太保庄為鄰，東南邊為茄苳腳庄，西南邊及西邊為頂港仔墘庄。
1901年（日治明治三十四年）11月11日，全台廢縣廳改設二十廳，該庄隸屬於嘉義廳。1904年（明治三十七年）2月20日，該庄編入「後潭區」，隸屬於嘉義廳。1905年（明治三十八年）7月1日，嘉義廳內管轄區域調整，該庄仍隸屬於「後潭區」。1909年（明治四十二年）10月25日，全台合併二十廳為十二廳，後潭區仍隸屬於嘉義廳。1920年（大正九年）10月1日，全台地方制度大改正，廢十二廳改設五州二廳，該庄改制並雅化為「崙子頂」大字，隸屬於臺南州東石郡太保庄（新制街庄）。
戰後太保庄改制為太保鄉，隸屬於臺南縣，大字亦改制為村。1950年10月25日，雲、嘉、南分治，太保鄉改隸屬嘉義縣。1991年7月1日，因應嘉義縣治遷入，太保鄉升格為縣轄市太保市，村亦改制為里。

## 聚落
該地區發展較早的聚落有崙仔頂、橋仔頭等，在日治期初期的官方地圖上已有記載。

## 交通
台灣高速鐵路是台灣西部的縱貫高速鐵路，經過本地區東端，並在東北郊的太保境內設有高鐵嘉義站。由此可快速前往高鐵沿線各站。
省道台37線即「高鐵橋下嘉義段道路」，是新港（實際起點為埤頭）至鹿草（實際終點為後寮）的幹道，經過本地區東南端。由該道路北行可前往新港鄉的埤頭，並止於縣道159號/縣道164號共線路口；南行可前往鹿草鄉北端的後寮，並止於縣道167號路口。
縣道168號又稱「嘉朴公路」，是東石至中庄的道路，經過本地區北部主聚落。由該道路西行可前往朴子市、東石鄉，並止於東石市區；東行可前往水上鄉的中庄，並止於縣道165號轉角路口。
鄉道嘉43-1線是東勢寮至橋仔頭的道路，其東南側端點（終點）位於本地區南部橋仔頭聚落的鄉道44線路口。
鄉道嘉44線是頂港仔墘至春珠的道路，經過本地區南部橋仔頭聚落。

## 公共設施
- 高速鐵路嘉義車站特定區（南部）